# 佐々木紫郎
佐々木 紫郎（ささき しろう、1926年1月26日 - ）は、日本の自動車技術者。トヨタ自動車取締役副社長や、自動車技術会会長、豊田中央研究所代表取締役を務めた。

## 人物・経歴
山梨県甲府市生まれ。1949年旧制北海道大学工学部機械工学科卒業、トヨタ自動車工業入社、技術部設計課配属。1969年から製品企画室主査を務め、2代目・3代目トヨタ・カローラの開発責任者などを務めた。1977年製品企画室副室長（参与）。1982年製品企画室室長。1984年常務取締役。1986年専務取締役監査改良室室長。1988年取締役副社長。1990年自動車技術会会長。1992年相談役、豊田中央研究所代表取締役。1995年顧問。1996年勲三等旭日中綬章受章。